# Rally de Ferrol de 2010
El Rally de Ferrol de 2010 fue la 41.ª edición y la sexta ronda de la temporada 2010 del Campeonato de España de Rally. Se celebró el 20 de agosto y el 21 de agosto y contó con un itinerario de ocho tramos que sumaban un total de 165,91 km cronometrados.

## Itinerario
| Día   | Tramo | Nombre                          | Distancia | Hora  |
| ----- | ----- | ------------------------------- | --------- | ----- |
| Día 1 | TC1   | San Sadurniño-As Somozas        | 17.70 km  | 19:01 |
| Día 1 | TC2   | As Somozas-As Pontes-Ortigueira | 28.31 km  | 19:36 |
| Día 1 | TC3   | San Sadurniño-As Somozas        | 17.70 km  | 21:59 |
| Día 1 | TC4   | Ferrol FIMO                     | 1.74 km   | 22:58 |
| Día 2 | TC5   | Vilarmaior-Irioxa               | 24.97 km  | 09:01 |
| Día 2 | TC6   | Monfero-Monfero                 | 25.26 km  | 09:45 |
| Día 2 | TC7   | Vilarmaior-Irioxa               | 24.97 km  | 12:11 |
| Día 2 | TC8   | Monfero-Monfero                 | 25.26 km  | 12:55 |

## Clasificación final
| Pos. | Piloto                | Copiloto         | Automóvil                | Tiempo    | Diferencia |
| ---- | --------------------- | ---------------- | ------------------------ | --------- | ---------- |
| 1.   | Alberto Hevia         | Alberto Iglesias | Škoda Fabia S2000        | 1:47:27.2 | 0.0        |
| 2.   | Pedro Burgo           | Marcos Burgo     | Ford Fiesta S2000        | 1:47:56.4 | +29.2      |
| 3.   | Víctor Senra          | David Vázquez    | Mitsubishi Lancer Evo X  | 1:49:27.0 | +1:59.8    |
| 4.   | Miguel Ángel Fuster   | Ignacio Aviñó    | Mitsubishi Lancer Evo X  | 1:50:16.5 | +2:49.3    |
| 5.   | Jonathan Pérez Suárez | Enrique Velasco  | Peugeot 207 S2000        | 1:52:17.4 | +4:50.2    |
| 6.   | José Antonio Suárez   | Cándido Carrera  | Mitsubishi Lancer Evo X  | 1:52:21.2 | +4:54.0    |
| 7.   | Joan Vinyes           | Jordi Mercader   | Suzuki Swift S1600       | 1:53:43.8 | +6:16.6    |
| 8.   | Gorka Antxustegui     | Gabriel Suárez   | Suzuki Swift S1600       | 1:56:52.6 | +9:25.4    |
| 9.   | Álvaro Muñiz          | César Blanco     | Citroën C2 R2            | 1:57:10.7 | +9:43.5    |
| 10.  | Alejandro Pais        | Santiago Pais    | Mitsubishi Lancer Evo IX | 1:57:33.1 | +10:05.9   |